# Císařský dům
Císařský dům je alternativní název pro Palais Lamberg. Nacházi se ve Vídni, Wallnerstrasse 3. Císařský dům se mu říká proto, že byl po určitou dobu využíván k obchodním účelům císařem Františkem Štěpánem Lotrinským. Původně byl postaven v raně barokním slohu.

## Historie
V průběhu 17. století stály na místě dnešního paláce dva různé domy. Ty kolem roku 1668 získal zemský maršál Ferdinand Maxmilián Graf Sprinzenstein a roku 1675 je přestavěl na dnešní palác. Bohatě zdobený byl zejména interiér nemovitosti. Další renovace proběhla v roce 1730 za Carla Josepha Grafa Lamberg-Sprinzensteina, podle plánů Josepha Emanuela Fischera von Erlach.
V roce 1740 se novým majitelem stal František I. Štěpán Lotrinský, manžel císařovny Marie Terezie. Palác v té době sloužil především k soukromým schůzkám a finančním transakcím. Od této doby se používá název Kaiserhaus (Císařský dům). Kolem poloviny 18. století byl interiér upraven v rokokovém stylu. V roce 1765 se císařský dům stal majetkem císaře Josefa II., který jej prodal Františku Ulrichu knížeti Kinskému. Později jej vlastnili Černínové z Chudenic a udržovali zde kolem roku 1800 až 1845 svou obrazárnu. Za hrabat Buquoy-Longueval, kteří palác vlastnili v letech 1855 až 1911, provedl poslední velkou změnu interiéru a fasády paláce Friedrich Flohr.